# Lithops olivacea
Lithops olivacea L.Bolus è una pianta succulenta appartenente alla famiglia delle Aizoacee, endemica del Sudafrica.

## Etimologia
L'epiteto specifico olivacea è una parola di origine latina, il cui significato è quello di simile ad un'oliva.

## Descrizione
La pianta è costituita da foglie bulbose che crescono a coppie, divise da una fessura, dalla quale fuoriesce verticalmente un fiore che può essere di diversi colori, tra i quali giallo, rosso, verde, marrone e grigio, a seconda delle condizioni ambientali e del patrimonio genetico. La radice è a fittone, ma occasionalmente può sviluppareradici avventizie. Tende a crescere vicino a formazioni e giacimenti di quarzo, con i quali è in grado di mimetizzarsi.

## Distribuzione e habitat
Cresce prevalentemente nella zona di Bushmanland, in Sudafrica. Cresce abbondante presso le città di Aggeneys, Pofadder e Namies.